# ایگوپرس، پوی-دو-دام
ایگوپرس، پوی-دو-دام (به فرانسوی: Aigueperse, Puy-de-Dôme) یک کمون در فرانسه است که در Canton of Aigueperse واقع شده‌است.

## خصوصیات
ایگوپرس ۱۰٫۵۰ کیلومترمربع مساحت و ۲٬۵۳۰ نفر جمعیت دارد و ۳۵۶ متر بالاتر از سطح دریا واقع شده‌است.